# Глумачки педагог
Глумачки педагог је стручњак који се бави педагошким радом у области глуме, односно подучавањем и усмеравањем појединаца (студената глуме, професионалних глумаца) у развоју глумачких вештина, техника и уметничког израза. Улога глумачког педагога је кључна у формалном образовном систему (нпр. уметничке академије, драмске школе), али и у оквиру позоришта, филмских продукција (као acting coach) или приватних студија.

## Дефиниција и улога
Глумачки педагог је особа која поседује теоријска знања о глуми, познаје различите глумачке технике и системе, и има способност да та знања и вештине пренесе на друге. Основна улога глумачког педагога је да:
- Помогне студентима или глумцима да развију своје таленте и потенцијале.
- Научи их основама глумачког заната (рад на улози, анализа текста, сценски покрет, говор).
- Упозна их са различитим приступима глуми.
- Развије њихову креативност, машту и способност емпатије.
- Помогне им да изграде самопоуздање и аутентичан уметнички израз.
- Пружи конструктивну критику и подршку у процесу учења и рада.

## Области рада и одговорности
Глумачки педагози могу радити у различитим окружењима:
- Факултети драмских уметности и академије уметности: Као професори на предметима глуме, сценског говора, сценског покрета.
- Драмске школе (средње и приватне): Подучавање млађих узраста или специфичних глумачких курсева.
- Позоришта: Рад са глумачким ансамблом на усавршавању, припреми улога, или вођење драмских студија при позориштима.
- Филм и телевизијске продукције: Као acting coach (тренер глуме) који ради индивидуално са глумцима на припреми специфичних улога за филм или серију.
- Приватни студији и радионице: Вођење курсева и радионица глуме за различите нивое и узрасте.

Одговорности глумачког педагога укључују:
- Припрему и реализацију наставног плана и програма.
- Одабир вежби, сцена и текстова за рад.
- Демонстрацију глумачких техника.
- Анализу и процену глумачких остварења студената/глумаца.
- Индивидуални и групни рад.
- Режију студентских сцена или представа.

## Значајни педагози и методе
Историја глумачке педагогије обележена је радом утицајних теоретичара и практичара чије се методе и данас проучавају и примењују:
- Константин Станиславски: Сматра се оцем модерне глумачке педагогије, развио је "Систем" заснован на психолошком реализму и "магичном 'као да'".
- Всеволод Мејерхољд: Развио биомеханику, стилизовани систем физичког тренинга за глумце.
- Евгениј Вахтангов: Ученик Станиславског, комбиновао психолошку дубину са изражајном позоришном формом ("фантастични реализам").
- Михаил Чехов: Нећак Антона Чехова и ученик Станиславског, развио психо-физичку технику засновану на имагинацији и психолошком гесту.
- Ли Страсберг, Стела Адлер, Санфорд Мајснер: Амерички педагози који су, као ученици Станиславског, развили различите интерпретације и примене његовог система (познате као "Метод", "Техника Стеле Адлер", "Мајзнерова техника").
- Јежи Гротовски: Пољски редитељ и теоретичар, познат по концепту "сиромашног позоришта" и интензивном физичком и вокалном тренингу глумца.
- Жак Лекок: Француски педагог, фокусиран на физички театар, покрет, маску и кловна.

У Србији, значајан допринос глумачкој педагогији дали су професори Факултета драмских уметности у Београду (ФДУ), као што су Мата Милошевић, Миленко Маричић, Огњенка Милићевић, Предраг Бајчетић, Владимир Јевтовић, Драган Петровић „Пеле” и други, од којих је сваки имао свој специфичан педагошки приступ. На Академији уметности у Новом Саду (АУНС) истакнути професори глуме били су или јесу Вида Огњеновић (оснивач прве класе), Боро Драшковић, Љубослав Мајера, Харис Пашовић, Јасна Ђуричић, Борис Исаковић. На приватном Факултету савремених уметности (ФСУ) у Београду, као професори глуме ангажовани су, између осталих, Милош Ђорђевић, Бранислав Лечић, Иван Босиљчић, Тадија Милетић, Тихомир Станић.

## Образовање и квалификације
У Србији, звање глумачког педагога најчешће стичу особе које су завршиле студије глуме или позоришне режије на Факултету драмских уметности или сродним академијама. Често је потребно и додатно педагошко образовање или искуство, као и магистарске или докторске студије у области уметности или науке о уметности. За рад на факултетима и академијама неопходна су академска звања (асистент, доцент, професор).
Поред формалног образовања, кључне су и практично искуство у позоришту или на филму, дубоко познавање глумачких техника, као и изражене педагошке и комуникационе способности.

## Улога и значај
Глумачки педагози имају кључну улогу у формирању будућих генерација глумаца. Они не само да преносе техничка знања и вештине, већ и помажу студентима да развију своју креативност, индивидуалност, критичко мишљење, радну етику и способност за сарадњу. Квалитет глумачке педагогије директно утиче на ниво и развој позоришне и филмске уметности у једној средини.